# Sven Gregor
Sven Gregor (* 11. Dezember 1976 in Hildburghausen) ist ein deutscher Politiker (Freie Wähler) und seit dem 1. Juli 2024 Landrat des Thüringer Landkreises Hildburghausen.

## Leben

### Ausbildung und Beruf
Sven Gregor besuchte in Eisfeld Grund- und Regelschule, die er 1993 mit der Mittleren Reife abschloss. Nach einer Ausbildung zum Kfz-Mechatroniker arbeitete er von 1997 bis 2012 als Servicemitarbeiter in einem Autohaus. 2015 erwarb er zudem einen Abschluss als Verwaltungsfachwirt.

### Politische Arbeit und öffentliche Ämter
1999 wurde Gregor für die Freiwillige Feuerwehr Bockstadt in den Gemeinderat von Bockstadt gewählt, 2004 wurde er dort ehrenamtlicher Bürgermeister. 2009 wurde er zudem für die Freien Wähler Kreistagsmitglied des Landkreises Hildburghausen.
2012 kandidierte Gregor für die Freien Wähler für das Amt des hauptamtlichen Bürgermeisters der Stadt Eisfeld, wobei er sich bereits in der ersten Wahlrunde mit 64,2 % der abgegebenen gültigen Stimmen gegen zwei Mitbewerber durchsetzen konnte. 2018 wurde er ohne Gegenkandidat mit 91 % wiedergewählt. Bei der folgenden Bürgermeisterwahl 2024 trat Gregor nicht erneut an.
Bei den Landratswahlen im Landkreis Hildburghausen 2024 erreichte Gregor als Kandidat der Freien Wähler in der ersten Wahlrunde mit 42,4 % der abgegebenen gültigen Stimmen das beste Ergebnis der vier angetretenen Kandidaten und konnte sich in der Stichwahl mit 69,5 % gegen Tommy Frenck durchsetzen. Er trat das Amt zum 1. Juli 2024 an.
Am 12. Juli 2024 veröffentlichte der MDR ein Porträt über Sven Gregor. Es berichtet nicht nur über Gregors Pläne für eine direktere Einbindung der Menschen vor Ort, eine aus seiner Sicht zu verbessernde Öffentlichkeitsarbeit oder dringenden Aufgaben wie der Insolvenz des Krankenhauses. Der Bericht spricht zudem an, dass diverse Kleinheiten mancher Menschen – wie z. B. das Gerede über Personen in der Region, an mehreren Stellen einen nicht zu unterschätzenden Einfluss auf die regionale Entwicklung im Landkreis Hildburghausen haben können.

### Privates
Sven Gregor ist ledig.